# Eleni Tsakopoulos Kounalakis
Eleni Tsakopoulos Kounalakis (Sacramento, Kalifornia, 1966 –) az Amerikai Egyesült Államok budapesti nagykövete 2010-től 2013-ig, 2019-től Kalifornia első női kormányzóhelyettese.
Barack Obama elnök 2009. október 9-én jelölte a magyarországi rendkívüli és meghatalmazott nagyköveti pozícióra Kounalakist, aki november 18-án megjelent a szenátus külügyi bizottsága előtt, hogy kinevezéséhez a törvényhozók jóváhagyását kérje, amit december 24-én meg is kapott. Az új nagykövet 2010. január 11-én adta át megbízólevelét Sólyom Lászlónak, és ezzel foglalta el véglegesen a hivatalát. Eleni Tsakopoulos Kounalakis April H. Foleyt követte a nagyköveti poszton. 2013. július 20-án lejárt a megbízása.

## Életrajza
A nagykövet édesapja, Angelo K. Tsakopoulos a második világháború végén vándorolt be az Egyesült Államokba Görögországból. A kaliforniai Sacramentóban telepedett le, és megalapította az AKT Development Corp. nevű ingatlanfejlesztési társaságot. Eleni Tsakopoulos 1966-ban született Sacramentoban. 1989-ben diplomázott a Dartmouth College-ban, majd 1992-ben MBA végzettséget szerzett a Kaliforniai Egyetemen, Berkeleyben. 1993 óta dolgozik a családi cégben, amelynek jelenleg ő az elnöke. 2000-ben összeházasodott Markos Kounalakisszal, aki a Washington Monthly című magazin kiadója. Két fiuk van, Neo és Eon.

## Kampánytámogatásai
A 2008-as elnökválasztási kampányban Kounalakis Barack Obamával szemben Hillary Clintont, a későbbi külügyminisztert támogatta a Demokrata Párt elnökjelöltségéért folytatott küzdelemben, és ismeretségi köréből több mint egymillió dollárt gyűjtött a Clinton-kampány számára. Amikor azonban Obama lett a párt elnökjelöltje, Kounalakis a megengedett maximális 4600 dollárt adományozta az Obama-kampánynak, és további pénzeket gyűjtött a későbbi elnök számára.

## Könyve
Nagyköveti megbizatásának befejeztével könyvet írt Madam Ambassador (Nagykövet asszony) címmel, amelyben visszaemlékezik a Budapesten töltött évekre. Elmondása szerint eredetileg Szingapúrban szeretett volna nagykövet lenni, de erre nem volt lehetőség, ezért fogadta el a budapesti kiküldetést. A Kirkus könyvportál kritikája szerint a könyv „esetlen és öncélú visszaemlékezés”, míg a könyvet megjelentető The New Press könyvkiadó reklámja szerint „egy csodálatosan lebilincselő, ellenállhatatlanul olvasmányos történet egy figyelemre méltó asszonynak a külügyi diplomácia világába való megmerítkezéséről”.

### Magyarul
- Nagykövet asszony. Három év diplomácia, díszvacsorák és demokrácia Budapesten; ford. Gálvölgyi Judit; Kossuth, Bp., 2015

## Díjai
- Magyar Jótékonysági Díj, 2011.